# Semen Pavlichenko
Semen Aleksandrovitch Pavlichenko (né le 11 mai 1991 à Bratsk) est un lugeur russe. En équipe nationale depuis 2008, il a participé aux Jeux olympiques de 2014 à Sotchi en Russie, et a pris la cinquième place finale. En janvier 2015, il monte sur son premier podium individuel en Coupe du monde à Oberhof. En 2015, il devient champion du monde devant Felix Loch dominateur de la discipline et aussi le titre européen à Sotchi.

## Palmarès

### Championnats du monde
- médaille d'or en individuelle en 2015.
- médaille d'argent par équipe en 2015.
- médaille de bronze en sprint en 2019.
- médaille d'or par équipe en 2019.
- médaille d'argent en sprint en 2021.

### Coupe du monde
- 1 gros globe de cristal en individuel : 2019.
- 24 podiums individuels : 
  - en simple : 9 victoires et 8 deuxièmes places.
  - en sprint : 4 victoires et 3 deuxièmes places.
- 18 podiums en relais : 7 victoires, 5 deuxièmes places et 6 deuxièmes places.

### Détails des victoires en Coupe du monde
| Édition   | Piste                             | Total |
| 2014-2015 | Sotchi                            | 1     |
| 2016-2017 | Königssee Sigulda                 | 2     |
| 2017-2018 | Igls Lillehammer (sprint) Sigulda | 3     |
| 2018-2019 | Sigulda Oberhof Sotchi (sprint)   | 4     |
| 2019-2020 | Sigulda (sprint) Königssee        | 2     |
| 2020-2021 | Sigulda                           | 1     |

### Championnats d'Europe
- -  Médaillé d'or en simple en 2015, 2017, 2018 et 2019.
  -  Médaille d'argent en simple en 2020.
  -  Médaillé d'or par équipes en 2021.
  -  Médaillé d'or par équipes en 2018.
  -  Médaille d'argent par équipes en 2015.